# Luchthaven Novy Oerengoj
Luchthaven Novy Oerengoj (Russisch: Аэропорт Новый Уренгой) of Rivier Jevojacha is een luchthaven op 4 kilometer ten zuidwesten van de stad Novy Oerengoj in het noorden van West-Siberië. De luchthaven ligt in het Russische autonome district Jamalië en is geschikt voor middelgrote vliegtuigen.